# Alojzov
Alojzov är en ort i Tjeckien.   Den ligger i regionen Olomouc, i den östra delen av landet, 200 km öster om huvudstaden Prag. Alojzov ligger 389 meter över havet och antalet invånare är 222.
Terrängen runt Alojzov är platt åt nordost, men åt sydväst är den kuperad. Runt Alojzov är det ganska tätbefolkat, med 100 invånare per kvadratkilometer. Närmaste större samhälle är Prostějov, 7,4 km nordost om Alojzov. I omgivningarna runt Alojzov växer i huvudsak blandskog.